# Brittany Bristow
Brittany Bristow (Toronto, 8 de fevereiro de 1990) é uma atriz e produtora de televisão canadense. É conhecida por atuar em filmes e produções televisivas produzidos pela emissora Hallmark Channel.

## Biografia
Filha dos produtores Leif e Agnes Bristow, Brittany nasceu em Toronto, em Ontário, no Canadá. Realizou sua estreia cinematográfica aos 10 anos no filme Perfect Pie [en], dirigido por Barbara Willis Sweete e roteirizado por Judith Thompson [en]. No ano seguinte, realizou participação em um episódio da série canadense em Missing. No mesmo ano, atuou na produção Blizzard [en] ao lado de atores como Whoopi Goldberg, Brenda Blethyn, Christopher Plummer e Kevin Pollak.
Participou de séries da TV canadense como Baxter [en] e Private Eyes [en]. Com o avanço de sua carreira foi ficando atrelado aos filmes televisivos do canal estadunidense Hallmark Channel, estando presente em diversas produções como Love Blossoms (2017), Christmas Next Door [en] (2017), Holiday Date (2019), Loving Christmas (2021), My Sweet Austrian Holiday, Dear Christmas Hearts (2024) , dentre outras produções da emissora.

### Filmografia
| Ano       | Título                             | Personagem          | Nota(s)                            |
| --------- | ---------------------------------- | ------------------- | ---------------------------------- |
| 2002      | Perfect Pie [en]                   | Patsy (aos 10 anos) |                                    |
| 2003      | Profoundly Normal                  | Margaret (criança)  | Filme para TV                      |
| 2003      | Blizzard [en]                      | Erin Scott-Pierce   |                                    |
| 2003      | Missing                            | Shayla Andrews      | Episódio: "Piloto"                 |
| 2010      | Made...The Movie                   | Charlotte           | Filme para TV                      |
| 2010      | Sophie & Sheba                     | Sophie              | Protagonista                       |
| 2010–2011 | Baxter [en]                        | Tassie Symons       | 12 episódios                       |
| 2011      | Murdoch Mysteries [en]             | Laura MacFarlane    | Episódio: "Bloodlust"              |
| 2013      | Wavelengths                        | Gemma               | Curta-metragem                     |
| 2014      | Saul: The Journey to Damascus [en] | Johanna             |                                    |
| 2015      | A Dangerous Arrangement            | Carrie              | Filme para TV                      |
| 2016      | Private Eyes [en]                  | Sherry Gibbs        | Episódio: "Family Jewels"          |
| 2016      | The Apostle Peter: Redemption      | Susanna             |                                    |
| 2016      | Preshift                           |                     | Episódio: "Specials and Allergies" |
| 2016      | Coming In                          | Kelly               | 3 episódios                        |
| 2016      | Cherry                             | Lucy                | Curta-metragem                     |
| 2017      | Kiss & Cry                         | Riley Alisson       |                                    |
| 2017      | Love Blossoms                      | Kimmy Spencer       | Filme para TV                      |
| 2017      | Good Witch                         | Marinda             | Episódio: "Good Witch Spellbound"  |
| 2017      | Christmas Next Door [en]           | Elaine Stewart      | Filme para TV                      |
| 2017      | Petrichor                          | Kelsey              | Curta-metragem                     |
| 2018      | Royal Matchmaker                   | Britney             | Filme para TV                      |
| 2018      | Autopsy                            | The Subject         | Curta-metragem                     |
| 2018      | Love on Safari                     | Ally Botsman        | Filme para TV                      |
| 2018      | Killer High                        | Jeanne              | Filme para TV                      |
| 2018      | Christmas at the Palace            | Jessica             | Filme para TV                      |
| 2018      | No Sleep 'Til Christmas            | Nicola              | Filme para TV                      |
| 2019      | Love, Romance & Chocolate          | Marie Gruben        | Filme para TV                      |
| 2019      | Holiday Date                       | Brooke Miller       | Filme para TV                      |
| 2020      | The Marijuana Conspiracy [en]      | Jane                |                                    |
| 2020      | Shadowtown                         | Maya                |                                    |
| 2020      | Rising Suns                        | Sloan Cadem         | 6 episódios                        |
| 2021      | Love in Whitbrooke                 | Amber Verdon        | Filme para TV                      |
| 2021      | Dancing Through the Shadow         | Louise Turner       |                                    |
| 2021      | Loving Christmas                   | Ashley              | Filme para TV                      |
| 2022      | The Story of Love                  | Ruby                | Filme para TV                      |
| 2022      | Hudson & Rex                       | Melissa             | Episódio: "Roses of Signal Hill"   |
| 2022      | A Tail of Love                     | Bella Channing      | Filme para TV                      |
| 2022      | Home for a Royal Heart             | Erin                | Filme para TV                      |
| 2022      | Hearts of Stars                    | Ela mesma           | 2 episódios                        |
| 2023      | Just Jake                          | Amber Gibsom        | Filme para TV                      |
| 2023      | A Safari Romance                   | Megan Henry         | Filme para TV                      |
| 2023      | Merry Mystery Christmas            | Krista Danser       |                                    |
| 2023      | Autopsy: Project S.A.M.            | The subject         | Curta-metragem                     |
| 2023–2025 | The Love Club                      | Nicole Everett      | 5 episódios                        |
| 2024      | Love on the Right Course           | Brooke Bradshaw     | Filme para TV                      |
| 2024      | My Sweet Austrian Holiday          | Charlotte Dobler    | Filme para TV                      |
| 2024      | The Christmas Chocolatier          | Charlottte          | Filme para TV                      |
| 2024      | Dear Christmas Hearts              | Zoe                 | Filme para TV                      |

## Vida pessoal
Casou-se em setembro de 2022 com o designer Dustin Keating em cerimônia realizada ao ar livre no clube de golfe Toronto Hunt Club [en] em Toronto, no Canadá.